# 義大利藝術

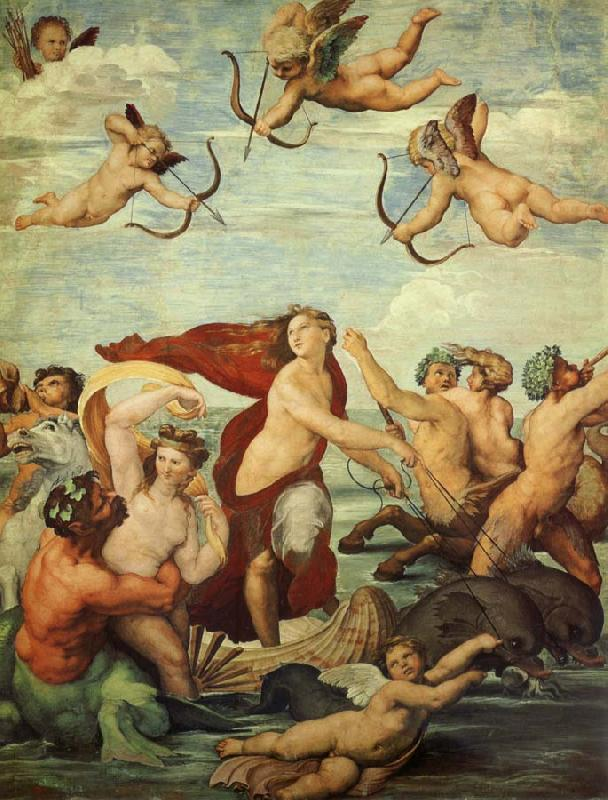
拉斐尔·圣齐奥的《嘉拉提亞的凱旋》（The nymph Galatea）

義大利藝術對西方藝術影像非常深遠。義大利藝術在伊特拉斯坎文明或羅馬帝國時代主宰整個西方藝術幾個世紀之久，文藝復興運動也是義大利藝術重要的環節之一。義大利藝術在18世紀後影響力逐漸下降

## 洛可可
洛可可是一个比18世纪发生的巴洛克更加谨慎和宜居的阑尾。
詹巴蒂斯塔·皮托尼 ，乔凡尼·巴蒂斯塔·提埃坡罗和加纳莱托是威尼斯人的主要画家[十八世纪，十八世纪]，这是当时所有世界艺术的参考。
在那个时期的杰作中有卡塞塔王宮或薩伏依王室居所。

## 風俗畫
風俗畫，泛指以社會風情、民間習俗等日常生活為主題的繪畫。此類繪畫為人物畫的一種，繪畫手法上強調紀實性，內容則包羅萬象，常取材自風土民情、歷史事件、歲時節令、民間習俗、生產買賣、醫藥病理等等市井社會生活樣貌。
这个艺术运动最重要的欧洲画家是安东尼奥·罗塔。
風俗畫題材多樣，有以歷史事件呈現為主者、以娛樂休閒為題材者、以床笫交合為題材者、以生產活動為主者。
- Antonio Rotta,（義大利語：La Festa del Redentore a Venezia, A Feast of the Redeemer in Veniceg, 威尼斯, 1872)
- Antonio Rotta,（英語：Venetian Water fete, 威尼斯, 1863)
- Antonio Rotta,（英語：Feeding the doves in the Piazza San Marco in Venice, 威尼斯, 1869)
- Antonio Rotta,（英語：Peasant family on the Venetian Canal, 威尼斯, 1854)

## 当代艺术
威尼斯双年展和罗马四年展是意大利当代艺术最重要的阶段。 对于这些必须加入Triennale di Milano，它通过互动产业，生产世界和应用艺术在制度上提出了更广泛的行动领域。
在最新一代艺术家中，他们获得了国际认可翁贝托·佩蒂尼奇奥，Maurizio Cattelan，萨尔瓦多·加罗, Michelangelo Pistoletto。

### 引用
1. ↑  . 台灣Wiki. 2013  [2015年12月31日]. （原始内容存档于2015年5月17日） （中文（繁體））.

## 外部連結
- Italian Art. kdfineart-italia.com. Web. 5 Oct. 2011.
- （页面存档备份，存于） Italian and Tuscan style Fine Art. italianartstudio.com. Web. 5 Oct. 2011.